# Norisbank

Logo im Jahr 2007

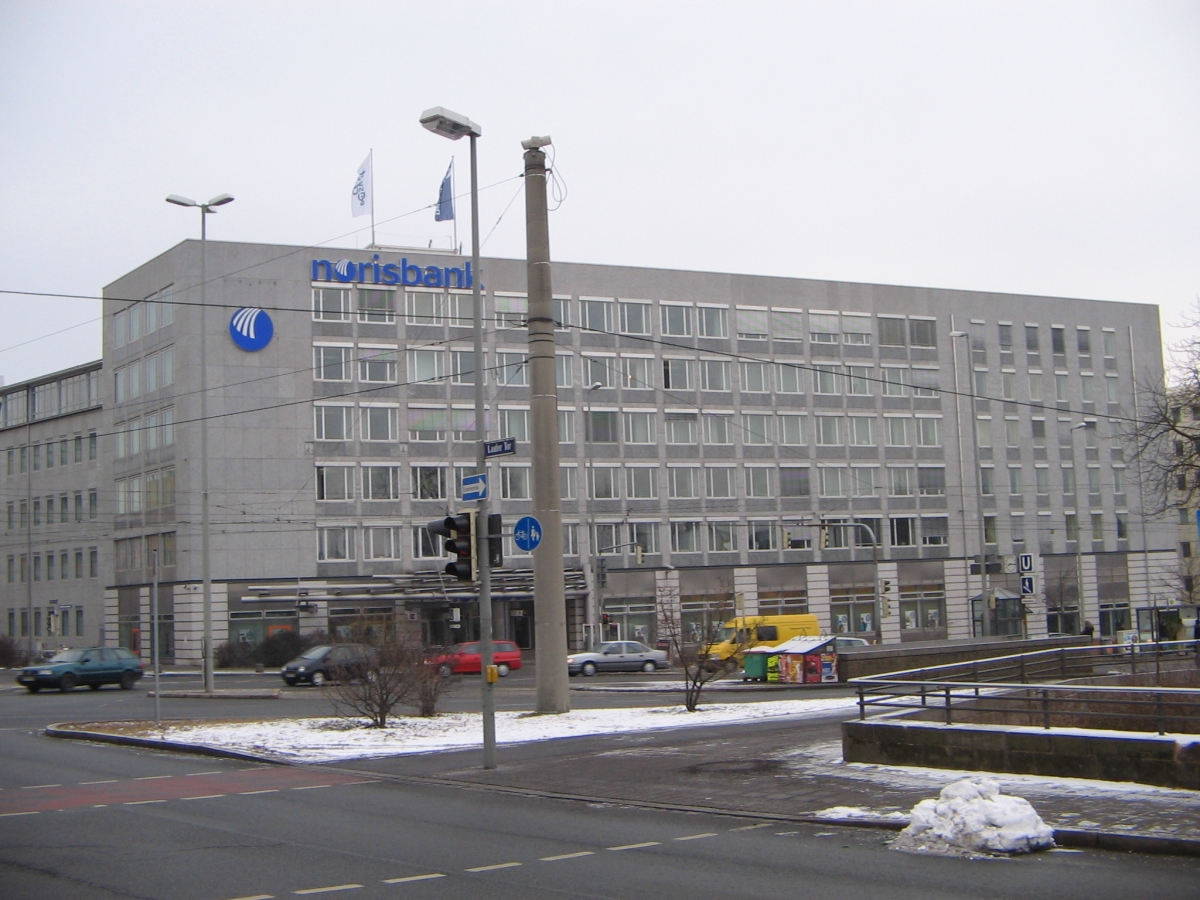
Norisbank in Nürnberg (2006)

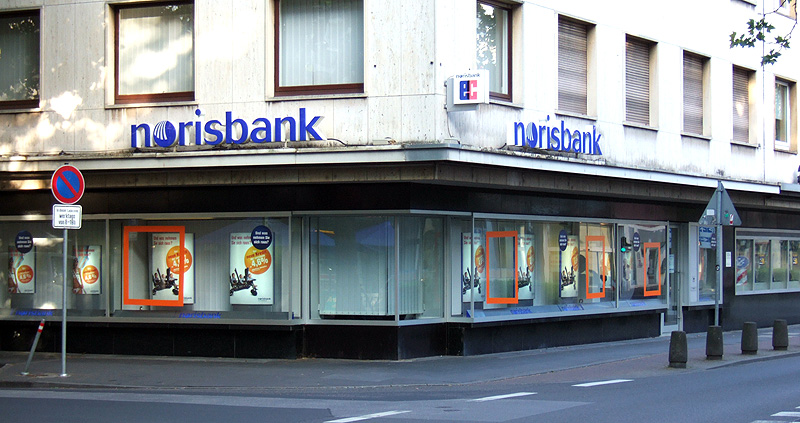
Ehemalige Norisbank-Filiale in Mainz mit dem bis 2006 verwendeten blauen Schriftzug

Die Norisbank GmbH (Eigenschreibweise norisbank) ist ein deutsches Kreditinstitut mit Sitz in Bonn. Seit dem 2. November 2006 ist sie mittels der DB Capital Markets (Deutschland) GmbH eine hundertprozentige Tochtergesellschaft der Deutschen Bank und seit 27. Juli 2012 eine reine Direktbank.

## Geschichte
Die Wurzeln der Norisbank reichen bis in das Jahr 1954 zurück. Ab diesem Jahr bot das Versandhaus Quelle die Finanzierung seiner Produkte über die Noris Kaufhilfe an.
Am 4. Juni 1965 wurde daraufhin die Noris Kreditbank GmbH mit Sitz in Nürnberg gegründet. Ihr Name geht auf die Nymphe Noris, den allegorischen Namen der Stadt Nürnberg zurück. Das Geschäftsziel war zunächst die Erweiterung der Finanzierung des gesamten Warenangebotes von Quelle und der Tochterfirmen im Versand sowie im stationären Bereich. Im Jahre 1969 firmierte die Noris Kaufhilfe zur Noris Bank GmbH um. Mit der Umfirmierung ging eine Erweiterung der Produktpalette auf Bankdienstleistungen wie Giro- und Sparkonten einher.
Im Jahr 1984 fusionierte die Norisbank GmbH mit der aus Hamburg stammenden Verbraucherbank AG (Bankdirektor und Vorstandssprecher der Verbraucherbank AG war der 1933 geborene Diplom-Kaufmann Alfred Richter). Beweggrund der Übernahme der bis dahin selbstständigen Verbraucherbank war der Zukauf des ersten deutschen Kundenselbstbedienungs-Systems. Die Verbraucherbank hatte 1975 als erstes Geldinstitut in Deutschland die Kundenselbstbedienung eingeführt, 1977 folgte einer der ersten Geldautomaten weltweit und 1980 das erste Online-Banking-Angebot in Deutschland. Die Noris Verbraucherbank GmbH war bis Ende 1997 Teil des Quelle-Konzerns und wurde zum 19. Juni 1997 an die Bayerische Vereinsbank verkauft. Diese fusionierte die Noris Verbraucherbank GmbH mit der Franken WKV Bank GmbH (gegründet 1950).
Im Januar 1999 kam es zur Integration der Hypo Service-Bank (HSB), gegründet 1991, in die Norisbank AG. Im Jahre 2000 bot die Norisbank AG als erste Bank im Internet Kredite mit einer Online-Sofortzusage an.
Obwohl die Bayerische Hypo- und Vereinsbank zuerst über eine Integration der Norisbank in das eigene Filialnetz nachdachte, wurde im Dezember 2002 beschlossen, die Norisbank zu verkaufen. Am 1. Oktober 2003 übernahm die DZ Bank die Norisbank AG für einen Kaufpreis von 180 Millionen Euro.
Die DZ Bank verkaufte am 3. August 2006 die 98 Filialen und den Namen Norisbank für 420 Millionen Euro an die DB Capital Markets (Deutschland) GmbH (Deutsche Bank), die auch den Kundenstamm übernahm. Die Norisbank AG mit Sitz in Nürnberg firmierte daraufhin in Teambank AG Nürnberg um, während die verkauften Filialen von der neugegründeten Norisbank GmbH mit Sitz in Frankfurt am Main fortgeführt wurden.

## Unternehmensentwicklung
Im Juli 2005 betrat die Norisbank AG ein neues Geschäftsfeld: den vollständig von anderen Bankdienstleistungen losgelösten Vertrieb des hauseigenen Konsumentenkredites easy credit über Ratenkredit-Fachgeschäfte in Innenstädten, Einkaufszentren und Ausfallstraßen. Mit dieser Marktstrategie wurden im Laufe der Jahre 500.000 neue Kunden gewonnen. Allerdings konnten nicht alle Kreditkunden als Stammkunden gewonnen werden. Im August 2006 hatte die Bank rund 650.000 Kunden.
Im Zuge des Verkaufs an die Deutsche Bank wurden einige Leistungen eingeschränkt: So wurde die Anzahl der SB-Terminals in den Filialen reduziert, es waren keine Auslandsüberweisungen online möglich und die Kassen nahmen kein Hartgeld mehr entgegen. Zum 1. Januar 2008 wurde der klassische Schalterverkehr komplett eingestellt. Die Filialen waren seitdem nur noch Beratungsbüros mit SB-Zone.
Durch den Verkauf der Norisbank an die Deutsche-Bank-Gruppe schied die Norisbank zum 31. Oktober 2006 aus dem Geldautomaten-Verbund Cashpool aus und kehrte in die Cash Group zurück. Aufgrund der damaligen Zugehörigkeit zur Bayerischen Hypo- und Vereinsbank war die Norisbank bereits bis 2003 Mitglied der Cash Group.
Das neue Geschäftsmodell verstand sich als Direktbank mit Filialen. In den zuletzt 90 Filialen konnten Kunden unter anderem Beratung zu den Themen Geldanlage und Altersvorsorge erhalten. Trotz der Beratung in der Filiale erhielten Filialkunden die gleichen Konditionen wie über den Direktvertrieb.
Am 1. Oktober 2008 wurde der Sitz nach Berlin verlegt. Im Rahmen der Umstrukturierung wurden zum 27. Juli 2012 alle Filialen geschlossen und das Haus in eine reine Direktbank umgewandelt. Bankgeschäfte werden seitdem von den Kunden in erster Linie über das Internet, per Telefonbanking sowie über die SB-Terminals in den Filialen der Deutschen Bank getätigt. Die 400 ehemaligen Filialmitarbeiter wurden ohne Kündigungen in die Postbank, ebenfalls Tochtergesellschaft der Deutschen Bank, überführt. Heute beschäftigt die Norisbank rund sechzig Mitarbeiter (vorwiegend im Management), ein Großteil der Bankdienstleistungen wird von weiteren Mitarbeitern innerhalb der Deutsche Bank Gruppe erbracht. Seit Dezember 2014 ist Bonn Sitz der Norisbank. Wesentliche Teile der operativen Geschäftstätigkeit, des Kundenservices und Qualitätsmanagements erfolgen an den Standorten Berlin und Leipzig.

## Dienstleistungen
Die Norisbank ist eine reine Direktbank ohne eigenes Filialnetz.
Die Norisbank bietet Privat- und Geschäftskunden verschiedene Girokonto-Modelle, Kreditkarten sowie Kredite. Weitere Leistungen umfassen Geldanlage (z. B. Festgeld, Tagesgeld oder Wertpapier-Anlage) und Versicherungen (z. B. Fondsrente und Risikolebensversicherung). Zum 27. Januar 2021 wurde ein Mindestgeldeingang auf einem Girokonto von 500 € eingeführt.

## Bankleitzahlen und BIC
Die Norisbank nutzt derzeit zwei verschiedene Bankleitzahlen (BLZ). Mit der Übernahme der Norisbank durch die Deutsche Bank im Jahr 2006 wurde eine neue Bankleitzahl eingeführt, die seitdem für sämtliche Neukunden verwendet wird. Bestandskunden behielten die alte Bankleitzahl. Daher lässt sich nicht ohne Weiteres bestimmen, welche Bankleitzahl bzw. welcher BIC für ein Norisbank-Konto gültig ist. Dies geht vor allem aus den Kontounterlagen des Kunden hervor. Die Bankleitzahlen sowie die dazugehörigen BIC der Norisbank lauten:
| BLZ        | BIC         |                                               |
| ---------- | ----------- | --------------------------------------------- |
| 760 260 00 | NORSDE71XXX | für Konten, die bis Ende 2006 eröffnet wurden |
| 100 777 77 | NORSDE51XXX | für Konten, die seit 2007 eröffnet wurden     |